# Josh Duhamel
Joshua David Duhamel (/dəˈmɛl/ də-MEL; Minot, Dakota del Norte, 14 de noviembre de 1972) es un actor estadounidense. Tras varios trabajos como modelo, debutó como actor interpretando a Leo du Pres en la telenovela diurna de ABC All My Children, y posteriormente protagonizó la serie Las Vegas de NBC en el papel de Danny McCoy.
Duhamel ha incursionado en el cine, participando como uno de los protagonistas en cuatro películas de la franquicia Transformers, siendo la más reciente Transformers: The Last Knight (2017). También ha actuado en las películas When in Rome (2010), Life as We Know It (2010), New Year's Eve (2011), Safe Haven (2013) y You're Not You (2014). En 2025, protagonizó el drama de Netflix Ransom Canyon.
Además, ha prestado su voz y presencia en varios videojuegos, destacándose especialmente en Call of Duty: WWII (2017). En 2018, apareció en la película juvenil Love, Simon. En 2021, interpretó a Sheldon Sampson en la serie de superhéroes de Netflix Jupiter's Legacy. En 2022, dio vida a Jacob Lee en el videojuego de horror y supervivencia The Callisto Protocol.

## Biografía
Duhamel nació en Minot, Dakota del Norte. Su madre, Bonnie L. (Bachmeier) Kemper, es una maestra jubilada y empresaria local, y su padre, Larry Duhamel, es un vendedor de publicidad. Su familia es de fe católica.
Sus padres se divorciaron cuando él era joven, y fue criado por su madre y su padrastro, George Kemper. Tiene una hermana menor y dos medias hermanas maternas menores. Tras graduarse de la escuela secundaria Minot High School en 1991, asistió a la Universidad Estatal de Minot, donde fue mariscal de campo suplente del equipo de fútbol americano universitario. Inicialmente tenía planes de estudiar odontología, pero abandonó la universidad a falta de un crédito y medio para obtener su título. Posteriormente completó los créditos restantes y recibió su título universitario en 2005.
Duhamel conoció y comenzó a salir con la cantante Stacy Ann Ferguson, más conocida por su nombre artístico Fergie, en septiembre de 2004, después de que Ferguson apareciera en la serie Las Vegas, protagonizada por Duhamel, junto a su entonces banda The Black Eyed Peas. La pareja contrajo matrimonio el 10 de enero de 2009 en una ceremonia católica en Church Estate Vineyards, en Malibu, California. Tienen un hijo, nacido en agosto de 2013. El 14 de septiembre de 2017, la pareja anunció que se había separado a principios de ese año. El 1 de junio de 2019, la pareja presentó la solicitud de divorcio tras dos años de separación. A finales de noviembre de 2019, su divorcio fue finalizado.
A finales de 2018, Duhamel comenzó a salir con la ex Miss World America, Audra Mari. El 8 de enero de 2022, Duhamel anunció su compromiso con Mari. Se casaron el 10 de septiembre de 2022. En septiembre de 2023, se anunció que esperaban su primer hijo en común. Su hijo nació en enero de 2024. En una entrevista de 2023, Duhamel declaró: «Por eso Audra es tan perfecta para mí. Ambos somos norteños de Dakota de pura cepa. A los dos nos encanta la vida en el lago».

## Trayectoria profesional
Duhamel comenzó su carrera en 1998, cuando apareció en el videoclip de la canción de Donna Summer «I Will Go With You (Con te partirò)». De igual manera, un año después realizó una aparición en el video musical del tema de Christina Aguilera «Genie in a Bottle». Desde 1999 hasta 2002, interpretó a Leo du Pres en la serie de televisión All My Children. Por su papel, en mayo de 2002 recibió un Premio Daytime Emmy al mejor actor secundario en una serie dramática.
En 2003 alcanzó la fama interpretando al jefe de seguridad de un famoso casino en la serie de la NBC Las Vegas. Después de cinco temporadas, la serie fue cancelada en 2008. Su primer papel en el cine fue en 2004, cuando interpretó a Dorian Gray en la película The Picture of Dorian Gray, adaptada de la novela homónima de Oscar Wilde. Ese mismo año, protagonizó la comedia romántica Win a Date with Tad Hamilton!, donde compartió créditos con Kate Bosworth y Topher Grace. El nombre de su personaje, Tad Hamilton, es con el que ocasionalmente se lo conoce al actor.     
La película de terror ambientada en Brasil, Turistas (2006), lo obligó a entrenar en ciertos aspectos subacuáticos por exigencias del guion. A raíz de ello, Duhamel se hizo aficionado al buceo a pulmón. En 2007 se estrenó Transformers, donde encarnó a William Lennox. El actor retomó su papel en las secuelas de la película, Transformers: Revenge of the Fallen (2009) y Transformers: el lado oscuro de la luna (2011), pero no apareció en la cuarta entrega, Transformers: la era de la extinción. En mayo de 2016 se confirmó su regreso a la saga para la quinta película, Transformers: el último caballero.
En 2017, actuó en The Institute, dirigida por James Franco y Pamela Romanowsky. En 2018, interpretó al padre del personaje de Nick Robinson en Love, Simon. Ese año, participó en la serie de televisión Unsolved, en el papel del detective Greg Kading.

## Filmografía

### Cine
| Año  | Título                              | Papel                           | Notas |
| ---- | ----------------------------------- | ------------------------------- | --- |
| 2004 | The Picture of Dorian Gray          | Dorian Gray                     | |
| 2004 | Win a Date with Tad Hamilton!       | Tad Hamilton                    | Nominado — Premio Teen Choice al Actor Revelación en Película Nominado — Premio Teen Choice al Mayor Embustero en Película |
| 2006 | Turistas                            | Alex                            | Nominado — Premio Teen Choice al Mejor Actor de Película: Terror/Thriller                                                  |
| 2007 | Transformers                        | Capitán William Lennox          | Nominado — Premio Teen Choice a la Mejor Pelea en Película (Capitán Lennox vs. Blackout)                                   |
| 2009 | Transformers: Revenge of the Fallen | Mayor William Lennox            | |
| 2010 | The Romantics                       | Tom                             | |
| 2010 | When in Rome                        | Nick Beamon                     | |
| 2010 | Ramona and Beezus                   | Hobart                          | |
| 2010 | La vida según lo conocemos          | Eric Messer                     | Nominado — Premio Teen Choice al Mejor Actor de Comedia Romántica                                                          |
| 2011 | Transformers: Dark of the Moon      | Teniente Coronel William Lennox | |
| 2011 | Noche de fin de año                 | Sam Ahern                       | |
| 2012 | Fire with Fire                      | Jeremy Coleman                  | Directo a vídeo |
| 2012 | Planet Ocean                        | Narrador                        | Documental |
| 2012 | Wings                               | Ace (voz)                       | [ 22 ] |
| 2013 | Movie 43                            | Anson                           | Segmento: "Beezel" |
| 2013 | Un lugar donde refugiarse           | Alex Wheatley                   | |
| 2013 | Wrecked                             | Mitchell                        | |
| 2014 | Wings: Sky Force Heroes             | Ace (voz)                       | [ 22 ] |
| 2014 | You're Not You                      | Evan                            | |
| 2014 | Lost in the Sun                     | John Wheeler                    | |
| 2014 | Don Peyote                          | Vagabundo                       | |
| 2015 | Bravetown                           | Alexander Weller                | |
| 2016 | Misconduct                          | Ben                             | |
| 2016 | Spaceman                            | Bill "Spaceman" Lee             | |
| 2017 | The Institute                       | Detective                       | |
| 2017 | The Show                            | Adam Rogers                     | |
| 2017 | CHiPs                               | Rick                            | |
| 2017 | Transformers: El último caballero   | Coronel William Lennox          | |
| 2018 | Con amor, Simon                     | Jack Spier                      | |
| 2019 | Capsized: Blood in the Water        | John Lippoth                    | |
| 2019 | Buddy Games                         | Bobfather                       | Guionista, Director, Productor                                                                                             |
| 2020 | The Lost Husband                    | James O'Connor                  | |
| 2020 | Think Like a Dog                    | Lukas Reed                      | [ 23 ] |
| 2021 | Batman: El Largo Halloween          | Harvey Dent / Dos Caras (voz)   | Directo a vídeo |
| 2021 | Night of the Animated Dead          | Harry Cooper (voz)              | [ 25 ] |
| 2022 | Bandit                              | Gilbert Galvan                  | [ 26 ] |
| 2022 | Blackout                            | Cain                            | [ 27 ] |
| 2022 | Shotgun Wedding                     | Tom                             | Estrenada en Amazon Prime Video                                                                                            |
| 2023 | Buddy Games: Spring Awakening       | Bobfather                       | Director, Productor |
| —    | Not Without Hope                    | Timothy Close                   | Posproducción |
| —    | Off the Grid                        | Por confirmar                   | Posproducción |

### Televisión
| Año             | Título                                     | Papel                                      | Notas |
| --------------- | ------------------------------------------ | ------------------------------------------ | --- |
| 1999–2002; 2011 | All My Children                            | Leo du Pres                                | Papel recurrente Premio Daytime Emmy al Mejor Actor de Reparto en una Serie Dramática (2002) Nominado — Premio Daytime Emmy al Mejor Actor de Reparto en una Serie Dramática (2001, 2003) Nominado — Premio Especial de los Daytime Emmy: Pareja Favorita de los Fans (junto a Rebecca Budig) Nominado — Premio Soap Opera Digest al Mejor Actor Joven Protagonista |
| 2002            | Ed                                         | Richard Reed                               | Episodio: "The Shot" |
| 2003–2008       | Las Vegas                                  | Danny McCoy                                | Papel principal, 106 episodios Nominado — Teen Choice Award al Mejor Actor Revelación en TV - Masculino Nominado — Teen Choice Award al Mejor Actor en Serie Dramática/Aventura de Acción |
| 2004–2007       | Crossing Jordan                            | Danny McCoy                                | 3 episodios |
| 2008            | The Replacements                           | Él mismo (voz)                             | 3 episodios |
| 2009–2012       | Fanboy & Chum Chum                         | Oz (voz)                                   | Papel recurrente |
| 2011–2012       | Bomb Patrol Afghanistan                    | Narrador (voz)                             | 17 episodios |
| 2012–2015       | Jake y los piratas del país de Nunca Jamás | Capitán Flynn (voz)                        | 14 episodios |
| 2015            | Battle Creek                               | Agente Especial del FBI Milton Chamberlain | Papel principal, 13 episodios |
| 2016            | 11.22.63                                   | Frank Dunning                              | Papel recurrente, 4 episodios |
| 2018            | LA to Vegas                                | Capitán Kyle                               | Episodio: "Two and a Half Pilots" |
| 2018            | Unsolved                                   | Detective Greg Kading                      | Papel principal, 10 episodios |
| 2019            | Veronica Mars                              | Magnus                                     | Episodio: "Chino and the Man" |
| 2021            | Jupiter's Legacy                           | Sheldon Sampson / The Utopian              | Papel principal, 8 episodios |
| 2021            | Love, Victor                               | Jack Spier                                 | Episodio: "There's No Gay in Team" |
| 2021–2022       | Blade Runner: Black Lotus                  | Marlowe (voz)                              | [ 34 ] |
| 2022            | The Thing About Pam                        | Joel Schwartz                              | Papel principal |
| 2022            | The Mighty Ducks: Game Changers            | Entrenador Colin Cole                      | Papel principal (Temporada 2) |
| 2023            | Buddy Games                                | Él mismo                                   | Presentador |
| 2025            | Ransom Canyon                              | Staten Kirkland                            | Papel principal |

## Premios y nominaciones
| Año  | Premio                  | Categoría | Trabajo nominado              | Resultado |
| ---- | ----------------------- | --- | ----------------------------- | --------- |
| 2001 | Premio Daytime Emmy     | Mejor actor de reparto en una serie dramática                                                                                 | All My Children               | Nominado  |
| 2001 | Soap Opera Digest Award | Destacado actor protagónico más joven                                                                                         | All My Children               | Nominado  |
| 2002 | Premio Daytime Emmy     | Mejor actor de reparto en una serie dramática                                                                                 | All My Children               | Ganador   |
| 2002 | Premio Daytime Emmy     | Special Fan Award: La pareja favorita de Estados Unidos Compartido con Rebecca Budig No asociado con los premios Daytime Emmy | All My Children               | Nominado  |
| 2003 | Premio Daytime Emmy     | Mejor actor de reparto en una serie dramática                                                                                 | All My Children               | Nominado  |
| 2004 | Teen Choice Awards      | Estrella exitosa de película elegida – Hombre                                                                                 | Win a Date with Tad Hamilton! | Nominado  |
| 2004 | Teen Choice Awards      | Mentiroso de película elegido                                                                                                 | Win a Date with Tad Hamilton! | Nominado  |
| 2004 | Teen Choice Awards      | Estrella exitosa de la televisión elegida – Hombre                                                                            | Las Vegas                     | Nominado  |
| 2004 | Teen Choice Awards      | Actor de televisión elegido – Drama/Aventura de acción                                                                        | Las Vegas                     | Nominado  |
| 2007 | Teen Choice Awards      | Actor de película elegido: Terror/Thriller                                                                                    | Turistas                      | Nominado  |
| 2007 | Teen Choice Awards      | Pelea de película elegida: Captain Lennox vs. Blackout                                                                        | Transformers                  | Nominado  |
| 2011 | Kids' Choice Awards     | Mejor actor, flatulencia axilar del Salón de la fama                                                                          | Él mismo                      | Ganador   |
| 2011 | Teen Choice Awards      | Actor de película de comedia romántica elegido                                                                                | Life as We Know It            | Nominado  |
| 2013 | Teen Choice Awards      | Actor de romance | Safe Haven                    | Nominado  |